# Jálics Ernő
Jálics Ernő (Kadarkút, 1895. március 13. – Budapest, 1964. augusztus 11.) magyar szobrász.

## Életpályája
Jálics István kántortanító és Szabó Mária fiaként született. Középiskoláit Kaposváron és Pécsett végezte el. Egyetemi tanulmányait a Magyar Képzőművészeti Főiskolán végezte el Radnai Béla és Sidló Ferenc tanítványaként 1920–1928 között. 1925-től volt kiállító művész. 1927-től tagja volt a Magyar Képzőművészek és Iparművészek Egyesületének. 1927–1928 között Sidló Ferenc tanársegédje volt a Magyar Képzőművészeti Főiskolán. 1928–1930 között Rómában dolgozott. 1930-ban részt vett a Velencei biennálén.
Öngyilkos lett.

## Művei

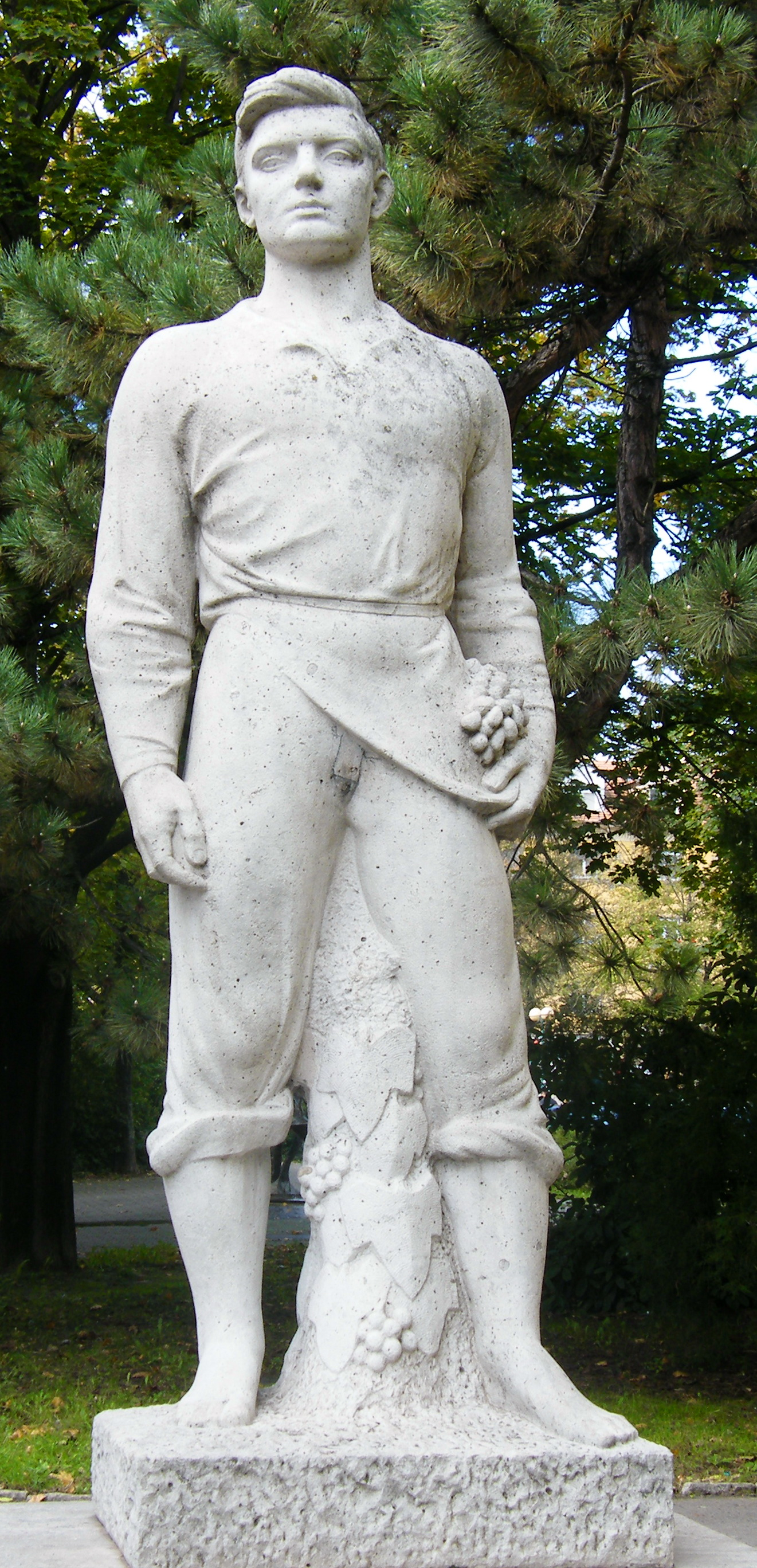
Vincellér fiú (Dunaújváros, 1955)

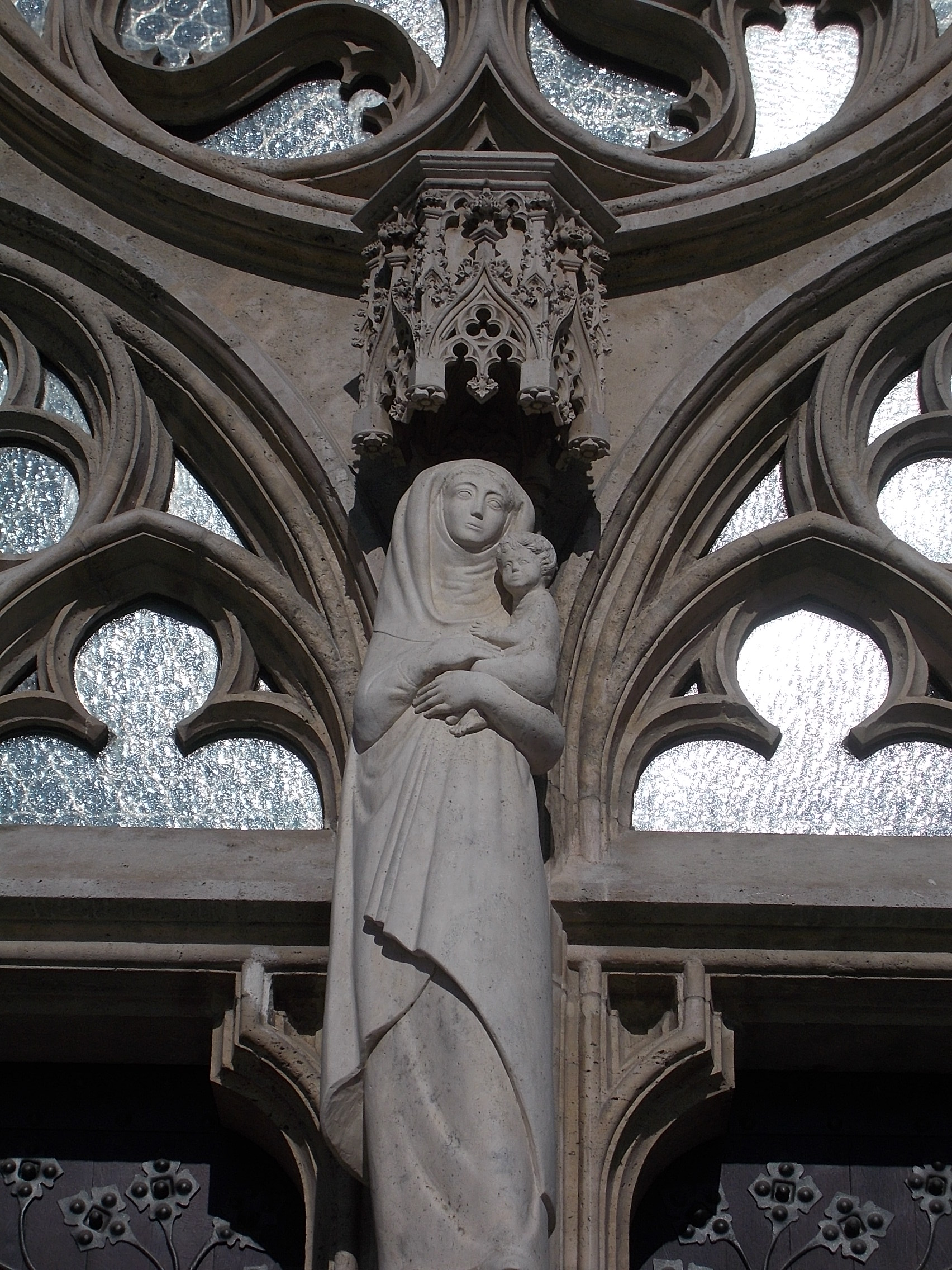
Madonna a kisded Jézussal (Budapest, 1965)

- Baracskai Szűts Jenő síremléke (Székesfehérvár, 1929)
- Éva (1930)
- A 44-es gyalogezred emlékműve (Kaposvár, 1932)
- I. világháborús emlékmű (Lepsény, 1937)
- Szent István megkoronázása (Budapest, 1938)
- Baksay Sándor-emlékmű (Csurgó, 1939)
- Szent Rita (Budapest, 1940)
- Kapás vincellér (Budapest, 1942)
- A volt szovjet laktanya épületdíszei (Szeged, 1953)
- Vincellér fiú (Dunaújváros, 1955)
- Gerelyvető (Komló, 1956)
- Vetkőző nő (Oroszlány, 1958)
- Boszorkány (Pécs, 1958)
- Lovashuszár (Pécs, 1958)
- Földgömböt tartó nő (Csongrád, 1960)
- Fekvő nő (Deszk, 1962)
- Roth Gyula (Sopron, 1964)
- Madonna a kisded Jézussal (Budapest, 1965)
- Robert Koch (Székesfehérvár, 2000)
- Értelmiségi (Hódmezővásárhely, 2006)
- Munkás (Hódmezővásárhely, 2006)

## Kiállításai

### Válogatott, csoportos
- 1925, 1929, 1931, 1933-1935, 1940-1941, 1943-1944, 1946, 1950-1953, 1955, 1962 Budapest
- 1930, 1938, 1942 Velence
- 1940 Milánó

## Díjai, elismerései
- Nemes Marcell-díj (1925)
- Ernst Lajos szobrászati díj (1927)